# Yasutaro Matsuki
Yasutaro Matsuki, född 28 november 1957 i Tokyo prefektur, Japan, är en japansk tidigare fotbollsspelare.